# Marc Connelly

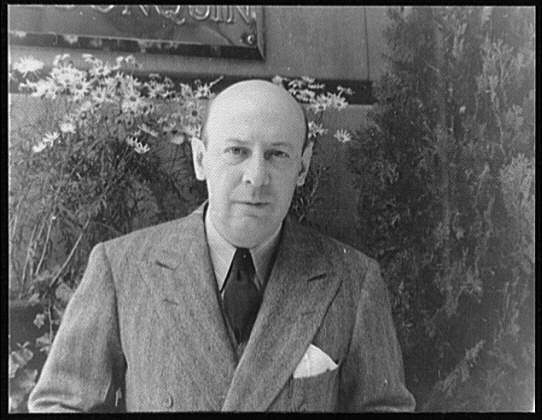
Carl van Vechten: Marc Connelly, 1937

Marc Connelly, eigentlich Marcus Cook (* 13. Dezember 1890 in McKeesport, Pennsylvania; † 21. Dezember 1980 in New York City, New York) war ein US-amerikanischer Journalist, Dramatiker und Schriftsteller.

## Leben
Marc Connelly war Journalist bei der Pittsburgh Sun in Pittsburgh, bis er nach New York City ging. Innerhalb kürzester Zeit machte er Bekanntschaft mit den bekanntesten Künstlern der Stadt, unter anderem Dorothy Parker, Robert E. Sherwood, Heywood Broun, Robert Benchley, Alice Duer Miller, Harpo Marx, Jascha Heifetz, Jane Grant, Ruth Hale, George S. Kaufman, Harold Ross, Neysa McMein, Alexander Woollcott, Franklin Pierce Adams, Edna Ferber, Irving Berlin und Bernard Baruch. Connelly gehörte zu den Gründungsmitgliedern des später berühmten literarischen Zirkels im Algonquin Hotel, genannt Algonquin Round Table, einer losen Gruppe von Journalisten, Literaten und Schauspielern, an.
Zusammen mit dem Dramatiker George Simon Kaufman schrieb er mehrere Broadwaystücke, darunter Dulcy (1921), Little Old Millersville (1922), Merton of the Movies (1922) und Beggar on Horseback (1924). Im Jahre 1930 gewann Connelly den Pulitzer-Preis für das Drama The Green Pastures, ein Meilenstein der amerikanischen Literatur und die erste afroamerikanische Broadway-Aufführung in New York.

## Filmografie (Auswahl)
Drehbuch
- 1933: Wiegenlied (Cradle Song)
- 1937: Manuel
- 1942: Reunion in France
- 1942: Meine Frau, die Hexe (I Married a Witch)

Literarische Vorlage
- 1947: Hoppla, hier kommt Merton! (Merton on the Movies)
- 1936: Die grünen Weiden (The Green Pastures) – auch Regie und Drehbuch

Darsteller
- 1957: Lindbergh – Mein Flug über den Ozean (The Spirit of St. Louis)
- 1959: Je länger – je lieber (Tall Story)
- 1962–1964: Preston & Preston (The Defenders, Fernsehserie, 5 Folgen)

## Auszeichnungen
- 1930 Pulitzer-Preisträger
- 1935 Wahl zum Mitglied der American Academy of Arts and Letters[1]
- 1938 Oscar (nominiert)
- 1958 Emmy (nominiert)

## Autobiographie
- Marc Connelly: Voices Offstage: A Book of Memoirs, Holt, Rinehart & Winston (1968) ISBN 0-0306-8475-7